# Nikologory
Nikologory è una cittadina della Russia europea centrale, situata nell'oblast' di Vladimir; appartiene amministrativamente al rajon Vjaznikovskij.
Si trova nell'estrema parte nordorientale dell'oblast', circa 120 chilometri ad est del capoluogo regionale Vladimir.